# Mauregny-en-Haye
Mauregny-en-Haye – miejscowość i gmina we Francji, w regionie Hauts-de-France, w departamencie Aisne.
Według danych na styczeń 2014 roku gminę zamieszkiwało 459 osób, a gęstość zaludnienia wynosiła 43,7 osób/km².